# Ditrichštejnská hrobka
Ditrichštejnská hrobka je rodinnou hrobkou Ditrichštejnů  s kaplí sv. Anny,  nacházející se v Mikulově, okres Břeclav. Původně na jejím místě stála loretánská kaple, postavená ve 20. letech 17. století. Nad ní byl během let 1638–1656 vybudován kostel svaté Anny, který dostal na počátku 18. století nové dvojvěžové průčelí. Během požáru města roku 1784 byl kostel silně zdevastován, zřítila se klenba lodi a loretánská kaple. Torzo kostela bylo v letech 1845–1852 upraveno na pohřební kapli sv. Anny rodu Ditrichštejnů. V dnešní konfiguraci stavební komplex tvoří  severozápadní dvojvěžové průčelí s muzejní expozicí v 1. patře a vyhlídkovou terasou mezi věžemi, otevřené nádvoří, pohřební kaple, dvě boční lodi někdejšího kostela s rakvemi. 
Areál je chráněn jako kulturní památka.

## Historie

### Loreta a kostel svaté Anny
Roku 1611 převzal mikulovské panství nový majitel, kardinál František z Ditrichštejna. Ještě v témž roce povolal do Mikulova kapucínské mnichy. Pro ně dal zbudovat v severovýchodní části náměstí klášter s kostelem svatého Františka Serafínského, postaveným v letech 1612–1613. Vedle klášterního komplexu pak roku 1623 zahájil stavbu loretánské kaple. Ta měla být kopií Bramantovy kaple v Loretu, kterou kardinál osobně navštívil a odkud přivezl tři kopie poutní sošky černé madony. Základní kámen lorety byl položen v roce 1625. Po svém dokončení se loreta stala vyhledávaným cílem poutníků a jednou ze zastávek Mariánské poutní cesty i Svatojakubské cesty.
Do loretánské kaple byla umístěna dřevěná polychromovaná soška milostné černé Madony, postupně opředená mnoha legendami; údajně měla uzdravovat a léčit. Za ní se do Mikulova sjížděli poutníci, kteří se k Madoně modlili a s prosbami i díky jí zanechávali své dary (ex vota). Z darů byl postupně vytvořen loretánský poklad klenotů, šperků, liturgických a votivních předmětů, ten však byl rozprodán v aukcích.
Na kardinálovu práci navázal jeho synovec a nástupce Maxmilián z Ditrichštejna, který nad loretou dal postavit kostel, zasvěcený svaté Anně. Jeho stavba započala pravděpodobně před rokem 1638, k vysvěcení došlo roku 1656. Autorem celkového návrhu lorety a kostela byl italský stavitel Giovanni Giacomo Tencalla, který v té době pracoval pro Lichtenštejny na novostavbách jejich zámků ve Valticích a v Lednici. Štukovou výzdobu celého kostela vyhotovil jeho příbuzný Giovanni Tencalla.

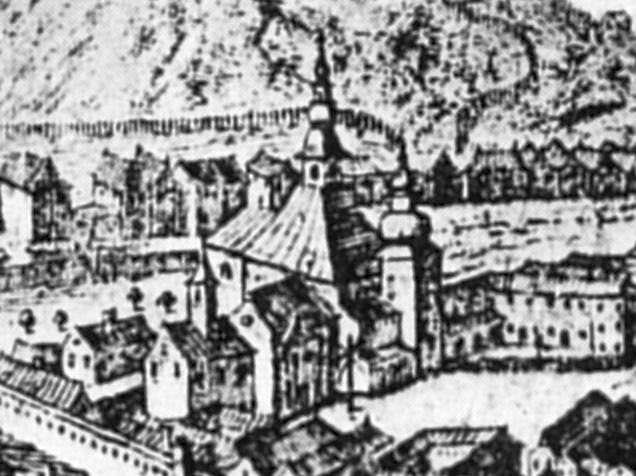
Kostel svaté Anny v roce 1678, detail veduty od Balthasara Hübmaiera

Kostel svaté Anny byl postaven jako jednolodní, s podélnou lodí a odsazeným kněžištěm. Loď kostela, klenoucí se nad loretánskou kaplí, překrývala stanová střecha. K severozápadnímu průčelí přiléhala kostelní věž, krytá bání. Současně s kostelem byla budována pohřební kaple Březnických z Náchoda, situovaná k severovýchodní zdi kněžiště. Její stavba se však protáhla, nebyla hotova ještě rok po vysvěcení samotného kostela. Dále pak došlo k výstavbě sakristie, umístěné při jihozápadní straně kostela. Vznikla údajně roku 1652, později však byla stržena a nahrazena honosnější, vybudovanou v letech 1678–1682. Tato sakristie v současnosti tvoří přízemní patro domu čp. 194, navazujícího k západnímu rohu hrobky. Na jihozápadní straně kostela se nacházela místnost sloužící jako pohřební kaple Ditrichštejnů (po přestavbě v polovině 19. století upravena na sakristii).
Významnou proměnu vzhledu prodělal kostel na počátku 18. století, za vlády knížete Leopolda Ignáce z Ditrichštejna. Původní severovýchodní fasáda včetně věže byla odstraněna a na jejím místě vzniklo nové monumentální dvojvěžové průčelí ve stylu římského baroka, s věžemi zakončenými báněmi. Jeho projekt vypracoval roku 1700 pravděpodobně vídeňský architekt Johann Bernhard Fischer z Erlachu. Základní kámen byl položen roku 1701, dokončeno bylo o pět let později. Po vybudování průčelí měla pravděpodobně následovat celková přestavba chrámu v témž stylu. Kníže Leopold však roku 1708 zemřel a v přestavbě chrámu se dále nepokračovalo.
Dne 14. září 1784 vypukl v blízkosti mikulovského náměstí obrovský požár, který zničil celou severní část města. Shořelo údajně 350 domů, včetně kláštera kapucínů. Nevyhnul se ani kostelu svaté Anny, který těžce utrpěl. Následkem požáru se zřítila střecha hlavní lodi na loretánskou kapli. Z kostela po požáru zbyly obvodové zdi lodi s bočními kaplemi, kněžiště s Náchodskou kaplí a zděná část dvojvěžového průčelí. Podařilo se zachránit sošku černé Madony s loretánským pokladem a rakve s ostatky Ditrichštejnů. Vše bylo převezeno do kostela svatého Václava, který stojí nad náměstím. Rakve byly provizorně uloženy do krypty pod kněžištěm.
Po tomto požáru přesídlil dvůr Ditrichštejnů do Vídně a jejich zájem o město upadl. Loretánský kostel zůstal na dlouhá desetiletí jen ruinou. Koncem 18. století bylo dokonce uvažováno o rozebrání hlavního průčelí kostela na stavební materiál.

### Obnova do podoby pohřební kaple

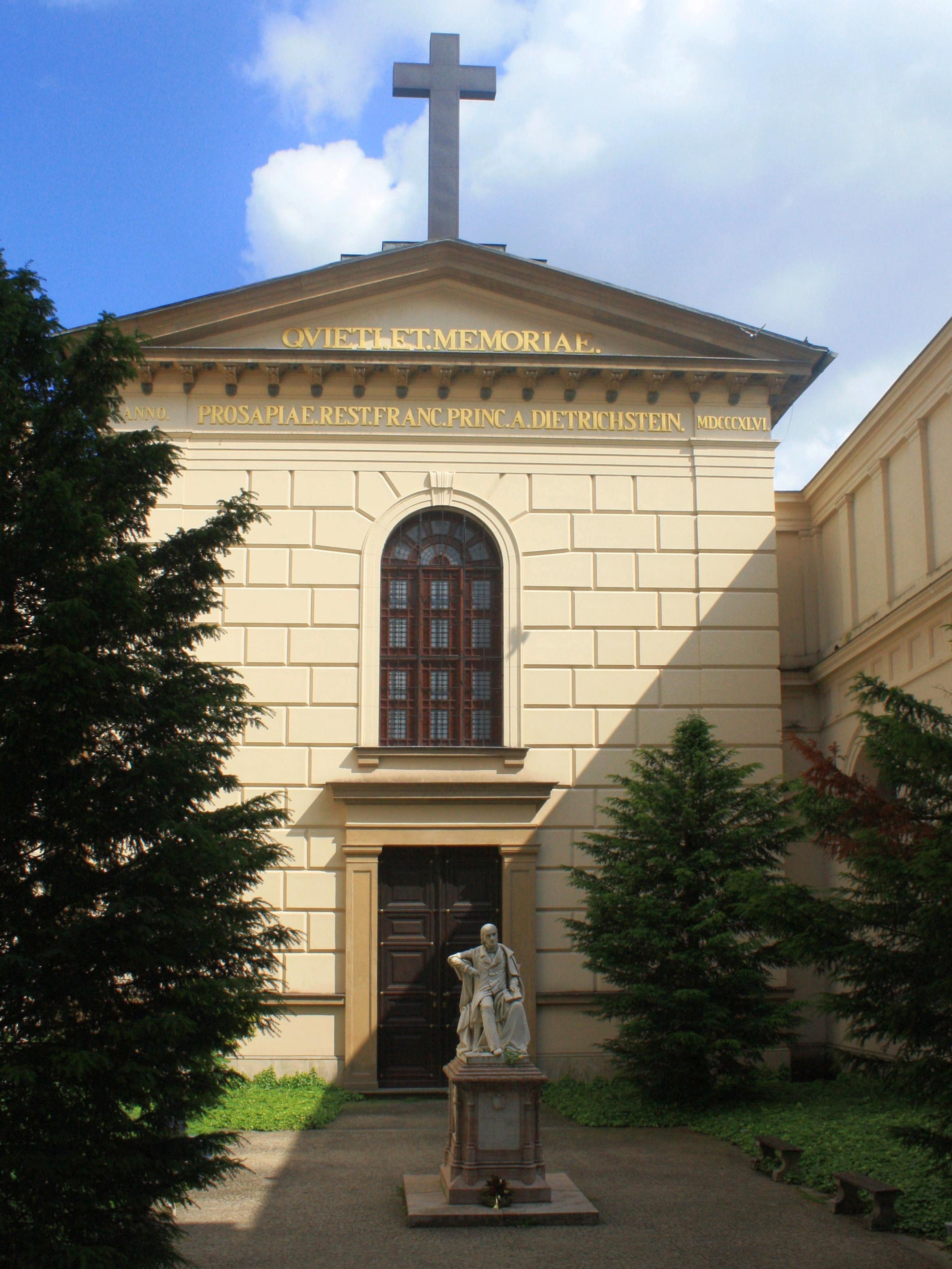
Nádvoří hrobky se sochou Františka Josefa Ditrichštejna. Fasáda kněžiště nese vročení 1846.

Vyhořelý kostel chátral až do roku 1845, kdy kníže František Josef z Ditrichštejna rozhodl o jeho přestavbě na rodinnou hrobku. Adaptaci kostela navrhl architekt Heinrich Koch, probíhala během let 1845–1852. Zřícená klenba nebyla obnovena; prostor hlavní lodi kostela dal Koch upravit jako parkové nádvoří. Arkády bočních kaplí kolem lodi dal zazdít, do vzniklých uzavřených prostor byly roku 1852 slavnostně přemístěny rakve Ditrichštejnů. Kněžiště bylo z vnitřní strany uzavřeno zdí a doplněno kruchtou. Jeho fasáda byla upravena v empírovém stylu. Úprav se dočkalo také severozápadní průčelí. Zničené báně obou věží nebyly obnoveny, nahradily je nízké zděné nástavce. Balustrádu mezi věžemi doplnily monumentální sochy Krista Spasitele a dvou andělů, vytvořené sochařem Josefem Käsmannem.
V pozdější době byla na nádvoří hrobky přemístěna mramorová socha knížete Františka Josefa z Ditrichštejna, na soklu se dvěma reliéfy scén z jeho diplomatické kariéry. Vytvořil ji sochař Emanuel Max roku 1859 a původně stála v Sále předků mikulovského zámku.

### Novodobá historie
Hrobka se zásadních oprav dočkala až na počátku 90. let 20. století. Rekonstrukce zajištěná městem Mikulov zahrnula opravy exteriéru a interiéru, včetně nádvoří a restaurování sochy Františka Josefa z Ditrichštejna.
V souvislosti s rekonstrukcí proběhl od roku 2000 také archeologický a antropologický průzkum hrobky, včetně obsahu některých rakví.
Stavba byla v majetku města Mikulov. Rodině Dietrichsteinů byla hrobka navrácena v roce 2024 rozhodnutím Krajského soudu v Brně, který potvrdil rozsudek Okresního soudu v Břeclavi.
| Rok  | Počet návštěvníků |
| ---- | ----------------- |
| 2015 | 13 827            |
| 2016 | 15 015            |

## Popis

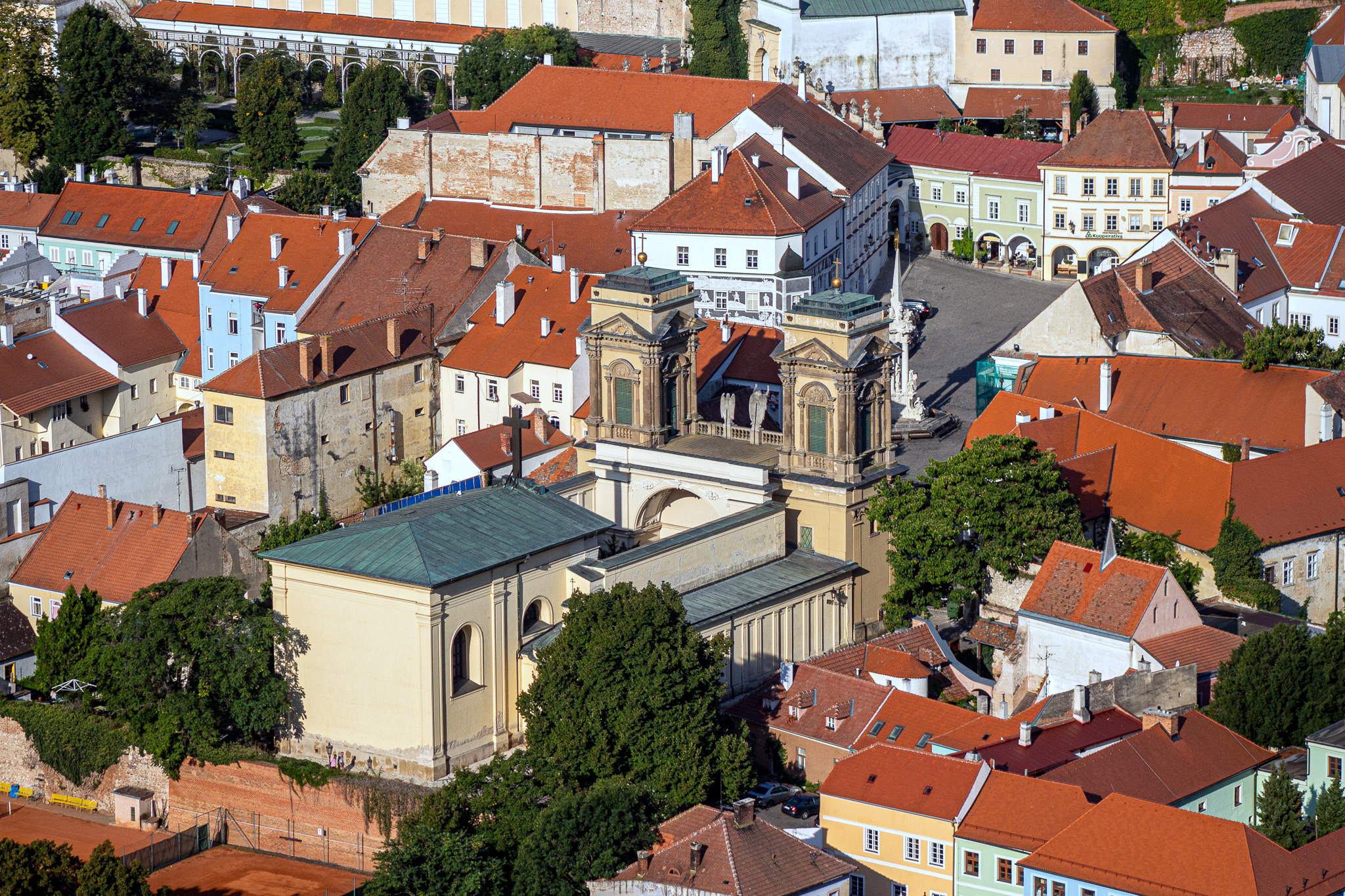
Pohled ze Svatého Kopečku

### Nádvoří
Na nádvoří stojí mramorový pomník Františka Josefa z Ditrichštejna. Socha sedícího knížete je vytesána z bílého mramoru, na soklech podstavce jsou dva reliéfy významných aktů diplomatické kariéry  knížete. Autorem všech tří plastik je pražský sochař Emanuel Max, podle rytého letopočtu je zhotovil až roku 1859, pět let po smrti Františka Josefa, předlohou se staly Maxovy portrétní busty knížete (jedna z nich je vystavena v muzejní expozici v 1. patře věže).

### Pohřební kaple
Celý interiér pohřební kaple sv. Anny byl zařízen kolem poloviny 19. století při přestavbách kostela na hrobku, a to včetně lavic, lustru i varhan. 
- Hlavní oltář s krucifixem mezi dvěma sochami andělů
- Dvojice protějškových soch sv. Anny s dítětem Marií a sv. Leopolda s modelem chrámu v rukou, ve výklencích stěn, vytvořil je vídeňský sochař Vincenz Pilz.
- Varhany pocházejí z dílny vídeňského varhanáře Jakoba Deutschmanna (žil 1795–1853).
- Lustr s figurkami andělů světlonošů je vyroben z mosazi podle návrhu vídeňského architekta Theofila Hansena,  ten také navrhl design některých rakví, jež vyrobil místní řemeslník Georg Knoll.[13]

### Náchodská kaple
Kaple patřila rodu Březnických z Náchoda, kteří měli nedaleko Mikulova panství. Kaple na oválném půdorysu je zaklenuta kupolí se štukovanou výzdobou, která se v roce 1784 při požáru nezřítila.

### Boční lodě
V bočních lodích stojí na soklech cínové i mosazné rakve s ostatky Ditrichštejnů a s nimi spřízněných rodin Mensdorff-Pouilly a Proskau Leslie.
Nejstarší rakev patří Maxmiliánovi z Ditrichštejna. Mezi dalšími patří pozoruhodná rakev jeho manželky Anny Marie z Ditrichštejna (1597-1640), rozené z Lichtenštejna. Posledním pochovaným byl kníže Hugo z Ditrichštejna, který zemřel roku 1920. Jeho rakev se nezachovala, vzhledem ke špatně provedené konzervaci těla při pohřbívání byla v roce 1945 převezena na jeden z vídeňských hřbitovů.
Celkem se v hrobce nachází 45 rakví; 44 z toho patří příslušníkům rodu Ditrichštejnů a jedna patří příteli Františka Josefa.
Ostatky jsou uloženy ve vnitřních rakvích ze dřeva nebo kovu s vnějšími měděnými nebo mosaznými víky. Rakve jsou instalovány na dřevěných katafalcích z 19. století. Několik těl se dochovalo v dobrém stavu, a proto byly podrobeny antropologickému průzkumu.

### Seznam pochovaných osob
Větší hrobka - jižní
- Anna Marie z Ditrichštejna
- Maxmilián z Ditrichštejna
- Sofie Agnes z Ditrichštejna
- Ignác Adolf z Ditrichštejna
- František Xaver z Ditrichštejna
- Ferdinand Josef z Ditrichštejna
- Marie Alžběta z Ditrichštejna
- Sofie Barbora z Ditrichštejna
- Františka z Ditrichštejna
- Raimund z Ditrichštejna
- Marie Charlotta z Ditrichštejna
- Margerita Maria z Ditrichštejna
- Klaudie Felicitas z Ditrichštejna
- Karel Josef z Ditrichštejna

Menší hrobka
- Franz Maria Thugut
- Marie Aloisie z Ditrichštejna
- Maria Theresia Merveld (roz. hraběnka Ditrichštejn-Proskau-Leslie)
- Josef z Ditrichštejna
- Mořic II. z Ditrichštejna
- Rudolf Merveldt
- Jan Karel z Ditrichštejna
- Josefa z Ditrichštejna
- Hugo z Ditrichštejna (19. 12. 1858 Praha – 20. 8. 1920 Jáchymov)
- Alexandrina z Ditrichštejna
- Alexandr z Ditrichštejna
- Dvě neidentifikovatelné rakve

Mercedes Dietrichsteinová (* 1932) do hrobky v roce 2017 uložila urny s ostatky své babičky a rodičů:
- Olga Alexandrovna Dolgoruková (27. 11. 1873 Petrohrad  – 3. 1. 1946 Innsbruck), manželka Huga Alfonse (1858–1920)
- Alexander Dietrichstein-Mensdorff-Pouilly (15. 7. 1899 Vídeň – 12. 1. 1964 Mnichov), poslední soukromý majitel Mikulova, o majetek přišel  na základě Benešových dekretů
- Marie de las Mercedes Dose y Obligado, zv. Mechita  (18. 6. 1903 Buenos Aires – 21. 1. 1964 Mnichov)

## Galerie

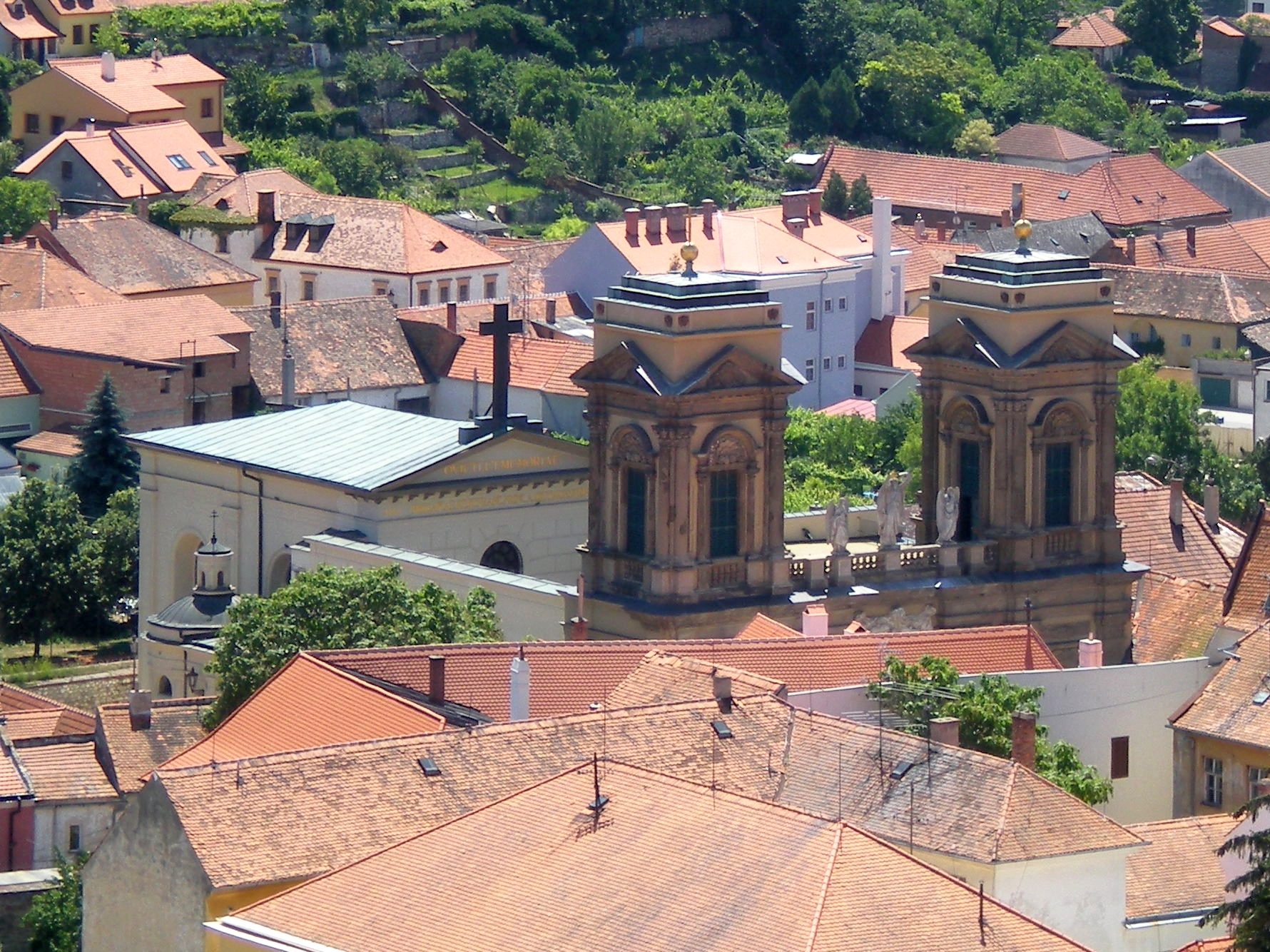
Ditrichštejnská hrobka z Kozího hrádku
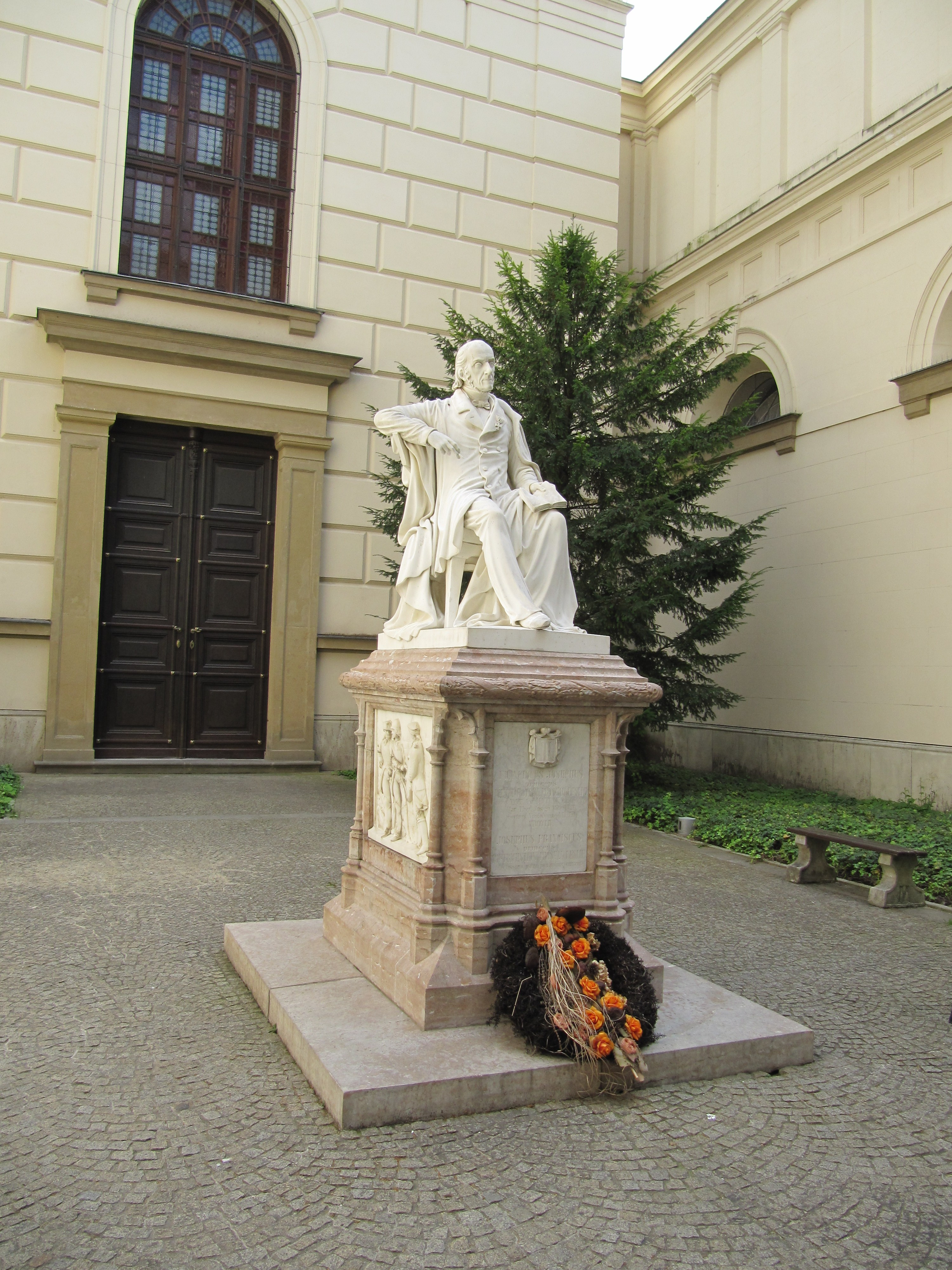
Pomník Františka Josefa z Ditrichštejna na nádvoří
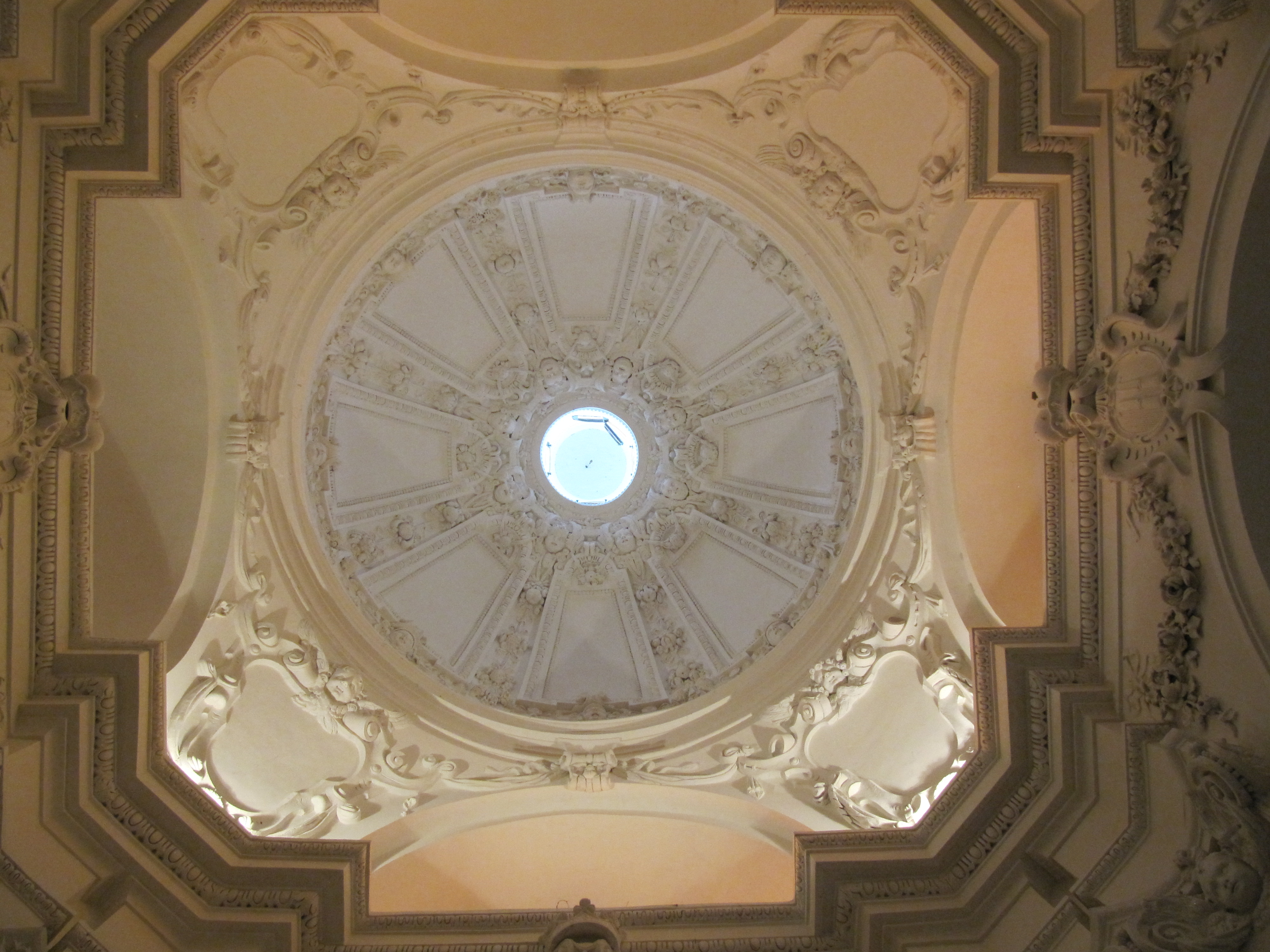
Klenba Náchodské kaple
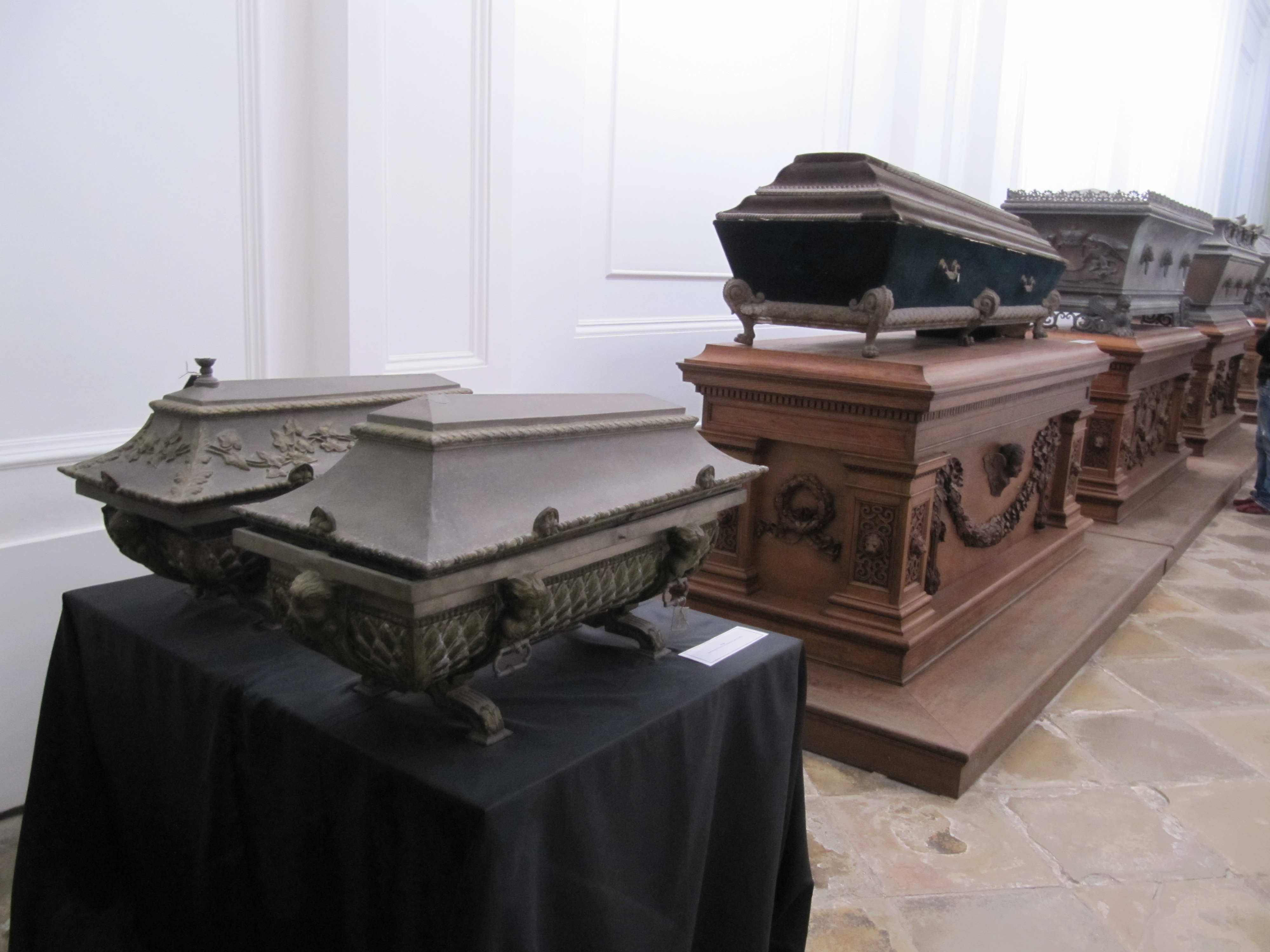
Rakve Ditrichštejnů
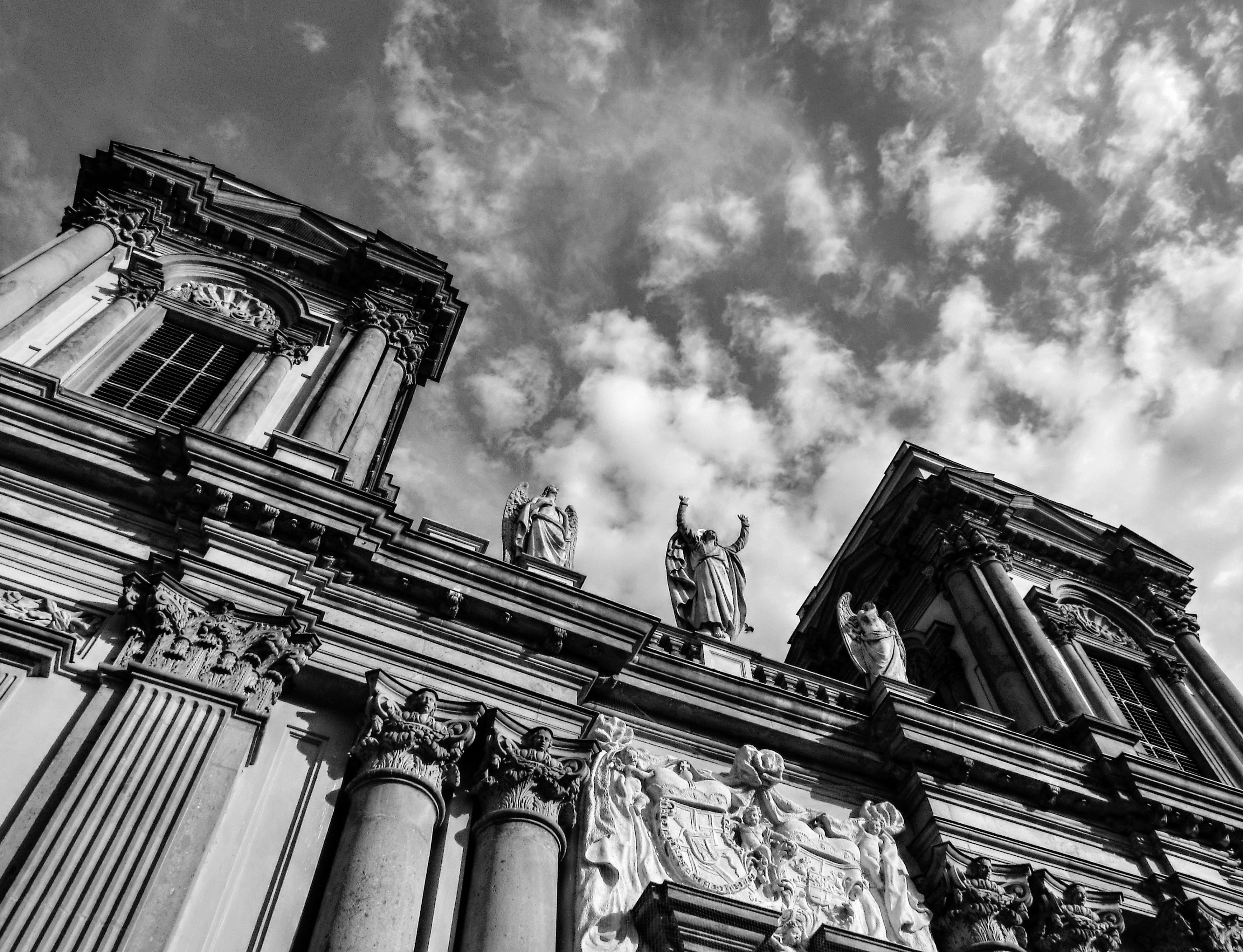
Ditrichštejnská hrobka, detail